# Zaglyptomorpha cornuta
Zaglyptomorpha cornuta là một loài tò vò trong họ Ichneumonidae.